# رالف وليامز
رالف وليامز (بالإنجليزية: Ralph Williams)‏ (2 أكتوبر 1905 المملكة المتحدة - 1 مارس 1985 المملكة المتحدة) هو لاعب كرة قدم بريطاني سابق كان يلعب كمهاجم.